# カプラローラ
カプラローラ（伊: Caprarola）は、イタリア共和国ラツィオ州ヴィテルボ県にある、人口約5,200人の基礎自治体（コムーネ）。
ローマから北北西へ50kmほど離れたヴィーコ湖近辺に位置する。アレッサンドロ・ファルネーゼ枢機卿の命によって16世紀に建設されたパラッツォ・ファルネーゼが当地にある。

## 地理

### 位置・広がり
ヴィテルボ県のコムーネ。県都ヴィテルボから南東へ15km、テルニから南西へ42km、首都ローマから北北西へ52kmの距離にある。

#### 隣接コムーネ
隣接するコムーネは以下の通り。
- カネピーナ
- カルボニャーノ
- ネーピ
- ロンチリオーネ
- ヴァッレラーノ
- ヴェトラッラ
- ヴィテルボ

### 気候分類・地震分類
カプラローラにおけるイタリアの気候分類 (it) および度日は、zona E, 2343 GGである。
また、イタリアの地震リスク階級 (it) では、zona 3A (sismicità bassa) に分類される。

## 文化・観光
「イタリアの最も美しい村」クラブ加盟コムーネである。
16世紀後半、枢機卿アレッサンドロ・ファルネーゼの依頼で、建築家ジャコモ・バロッツィ・ダ・ヴィニョーラが手掛けたパラッツォ・ファルネーゼ（ヴィラ・ファルネーゼ）が、ルネサンス建築の傑作として名高い。この建物は、五角形の平面を持ちつつ、正面からは四角の建物に見える建物である。フランスの画家クロード・ジョセフ・ヴェルネの『カプラローラのヴィッラの眺め』（1746年）は、このヴィラの所有者であるスペイン王妃エリザベッタ・ファルネーゼ（国王フェリペ5世の妃）のために描かれたものである。